# 成长边缘
《成长边缘》（英語：The Edge of Seventeen）是一部2016年美國青春成長喜劇劇情片，由凱莉·弗萊蒙·克雷格自編自導，這也是她的導演處女作。电影由海莉·斯坦菲尔德、伍迪·哈里森、姬娜·薛域和海莉·盧·理查森主演。主要摄影从2015年10月21日在温哥华开始拍摄，於2015年12月3日杀青。
该电影于2016年9月16日在2016年多伦多国际电影节上首映，由STXfilms于2016年11月18日在剧院上映。它获得了好评，其中斯坦菲尔德的表现受到了大众认可，票房收入超过1800万美元。

## 外部連結
- 官方网站
- 互联网电影数据库（IMDb）上《成长边缘》的资料（英文）
- AllMovie上《成长边缘》的资料（英文）